# オリンピックのナミビア選手団
オリンピックのナミビア選手団（オリンピックのナミビアせんしゅだん）は、ナミビア共和国のオリンピック選手団。1990年、南アフリカ共和国から独立し、翌1991年にナミビアオリンピック委員会が国際オリンピック委員会に承認され、ナミビア選手団は1992年バルセロナオリンピックから参加を果たした。以後、夏季オリンピックへの参加を続けているが、冬季オリンピックへの参加はまだない。

## 概要
これまで夏季オリンピックで獲得したメダルは5個で、全て銀メダルである。
1992年バルセロナオリンピックと1996年アトランタオリンピックで、ともに陸上競技男子100mと200mでフランク・フレデリクスが獲得した。また、2020年東京オリンピックでは女子200mでクリスティン・ムボマが銀メダルを獲得した。

## メダル獲得数一覧

### 夏季オリンピック
| 大会名                | 金 | 銀 | 銅 | 計 |
| 1992 バルセロナ       | 0  | 2  | 0  | 2  |
| 1996 アトランタ       | 0  | 2  | 0  | 2  |
| 2000 シドニー         | 0  | 0  | 0  | 0  |
| 2004 アテネ           | 0  | 0  | 0  | 0  |
| 2008 北京             | 0  | 0  | 0  | 0  |
| 2012 ロンドン         | 0  | 0  | 0  | 0  |
| 2016 リオデジャネイロ | 0  | 0  | 0  | 0  |
| 2020 東京             | 0  | 1  | 0  | 1  |
| 2024 パリ             | 0  | 0  | 0  | 0  |
| 合計                  | 0  | 5  | 0  | 5  |

### 夏季オリンピック競技別
| 競技           | 金 | 銀 | 銅 | 計 |
| -------------- | -- | -- | -- | -- |
| 陸上競技       | 0  | 5  | 0  | 5  |
| 計 (競技数: 1) | 0  | 5  | 0  | 5  |